# Ferrovia Mattstetten-Rothrist
La ferrovia Mattstetten–Rothrist è la prima linea ad alta velocità della Svizzera che collega Berna a Olten. Rappresenta la realizzazione principale del progetto Ferrovia 2000.

## Storia
La linea tra Berna e Olten, ormai vecchia di 150 anni, era divenuta di difficile potenziamento in quanto attraversa una grande quantità di centri abitati. Nell'ambito del progetto "Ferrovia 2000", dopo molte discussioni e polemiche venne presa la decisione di costruire su percorso parallelo un nuovo tracciato ex novo della lunghezza di 45 km tra Mattstetten e Rothrist buona parte in galleria, con 16 attraversamenti di fiumi, 20 ponti stradali e 3 interconnessioni con altre linee.
L'affidamento dei lavori venne fatto dividendone la costruzione i quattro sezioni con inizio il 16 aprile 1996.
La linea è entrata in servizio il 12 dicembre 2004 in corrispondenza dell'entrata in vigore del nuovo orario. La percorrenza tra le due estremità, di Berna e Zurigo, è così scesa dai 72 minuti precedenti a 57.

## Caratteristiche
Inizialmente la linea è stata munita di segnalamento classico luminoso lungo il percorso che non permetteva il superamento dei 160 km/h. Il 2 luglio 2006 è entrato in funzione il sistema ERTMS/ETCS di livello 2  (prima installazione in Svizzera) che ha permesso, dopo una serie di prove e collaudi per la messa a punto durata qualche anno, il raggiungimento della velocità di progetto di 200 km/h e la riduzione dei tempi di percorrenza.

### Percorso

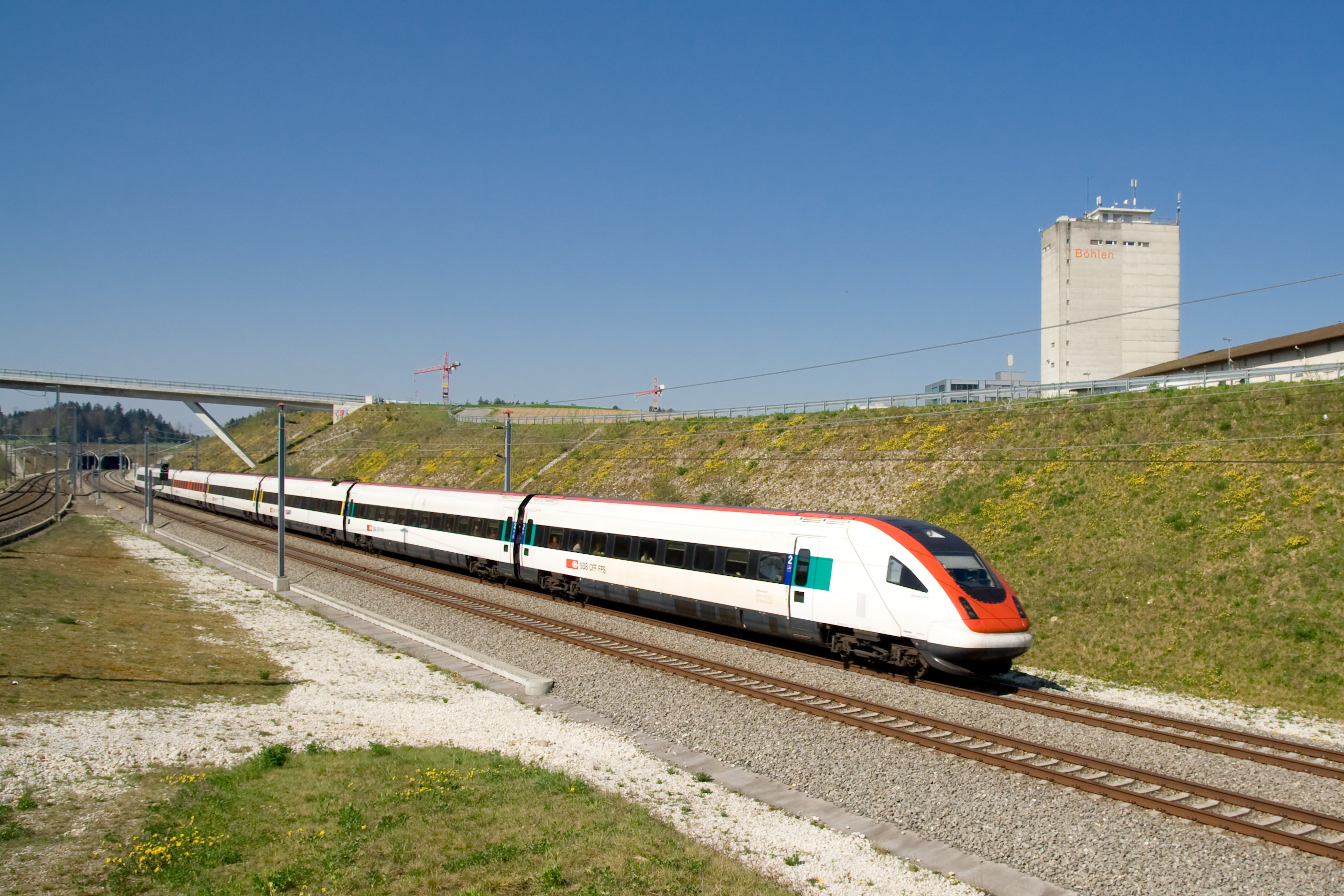
InterCity tra Mattstetten e Rothrist

| Continuation backward |

|  | Unknown route-map component "CONTgq" | Unknown route-map component "ABZg+r" |  |  |

| Non-passenger station/depot on track |

|  | Unknown route-map component "CONTgq" | Unknown route-map component "ABZgr" |  |  |

| Enter and exit tunnel |

| Unknown route-map component "STR+GRZq" |

| Enter and exit tunnel |

| Unknown route-map component "tSTRa" |

| Unknown route-map component "tSTR+GRZq" |

| Unknown route-map component "tSTRe" |

|  |  | Unknown route-map component "ABZg+l" | Unknown route-map component "eABZq+l" | Unknown route-map component "CONTfq" |

|  | Unknown route-map component "exCONTgq" | Unknown route-map component "eKRZu" | Unknown route-map component "exSTRr" |  |

| Unknown route-map component "CONTgq" | Unknown route-map component "xABZq+r" | Unknown route-map component "eKRZ" | Unknown route-map component "exSTR+r" |  |

|  | Straight track | Straight track | Unknown route-map component "exLSTR" |  |

| Unknown route-map component "CONTgq" | Unknown route-map component "xABZqr" | Unknown route-map component "eKRZ" | Unknown route-map component "exSTRr" |  |

| Enter and exit tunnel |

| Unknown route-map component "CONTgq" | Unknown route-map component "xABZq+r" | Unknown route-map component "eKRZ" | Unknown route-map component "exSTR+r" |  |

|  | Unknown route-map component "eABZg+l" | Unknown route-map component "eKRZo" | Unknown route-map component "exSTRr" |  |

|  | One way leftward | Unknown route-map component "KRZu" | Unknown route-map component "CONTfq" |  |

| Unknown route-map component "STR+GRZq" |

| Enter and exit tunnel |

| Station on track |